# بوت-کازمالیار
بوت-کازمالیار (به لاتین: But-Kazmalyar) یک منطقهٔ مسکونی در روسیه است که در شهرستان محرم‌کند واقع شده‌است.